# Elsbeth Wolffheim
Elsbeth Wolffheim (* 26. April 1934 in Stettin als Elsbeth Dittmann; † 25. April 2002 in Darmstadt) war eine deutsche Literaturhistorikerin, Slawistin, Übersetzerin und Autorin.

## Leben und Werk
Elsbeth Dittmann studierte Germanistik und Slawistik. Zu ihren akademischen Lehrern gehörte unter anderem der Gründer der Hamburger Arbeitsstelle für deutsche Exilliteratur, Hans Wolffheim (1904–1973), den sie später heiratete. Nach ihrem Studium betätigte sie sich als Übersetzerin, Literaturkritikerin und Autorin von Monografien und Studien. Darüber hinaus beschäftigte sie sich als Literaturhistorikerin mit der deutschen Exilliteratur; und als Slawistin insbesondere mit der russischen Literatur. Zur Zeit des Glasnost war sie eine der Ersten, die russische Autoren nach Deutschland einlud.
Elsbeth Wolffheim engagierte sich als Gründungsmitglied des Literaturhauses Hamburg und war zwölf Jahre in dessen Vorstand. Sie war Mitglied der deutschen Schriftstellervereinigung P.E.N.-Zentrum Deutschland (P.E.N.), wo sie ab Mitte der 1990er-Jahre bis zu ihrem Tod das Amt der stellvertretenden Präsidentin ausübte. Unter anderem setzte sie sich für verfolgte Schriftsteller und Künstler ein und war beim P.E.N. für das Hilfsprogramm „Writers in Exile“ zuständig.
Die Stadt Darmstadt, wo der P.E.N. seinen Sitz hat, richtete ab 2002 ein Literaturstipendium für verfolgte Autoren ein und nannte es zu Ehren der Verstorbenen Elsbeth-Wolffheim-Literaturstipendium.  Das Stipendium wird von der Stadt Darmstadt gemeinsam mit dem P.E.N. für jeweils ein Jahr vergeben; erste Stipendiatin wurde 2004 die kubanische Schriftstellerin Elvira Rodriguez Puerto.

## Veröffentlichungen (Auswahl)
- Die Frau in der sowjetischen Literatur. 1917–1977. 1. Auflage. Klett Verlag, Stuttgart 1979, ISBN 3-12-395700-4.
- Michail Bulgakow. Original-Ausgabe. Rowohlt Taschenbuch Verlag, Reinbek bei Hamburg 1996, ISBN 978-3-499-50526-3 (Monografie).
- Anton Čechov. 8. Auflage. Rowohlt Taschenbuch Verlag, Reinbek bei Hamburg 2004, ISBN 978-3-499-50307-8 (Monografie).
- Hans Henny Jahnn. 3. Auflage. Rowohlt Taschenbuch Verlag, Reinbek bei Hamburg 2007, ISBN 978-3-499-50432-7 (Monografie; 1. Auflage: 1989).